# 海伦·汉芙
海伦·汉芙（英語：Helene Hanff，1916年4月15日—1997年4月9日）是一位美国作家，出生于宾州费城。絕大部分時光都在曼哈頓島的一所舊公寓內度過，一生困窘潦倒。
漢芙生前從事最多的工作是為劇團修審劇本，並撰寫了多部電視影集的劇本。她最为人所知的身份是《查令十字街84号》的作者，这本书后来被改编成为舞台劇、电视剧，以及同名电影。1997年，漢芙因肺炎在紐約市病逝。

## 著作
- 1970年出版《查令十字路84號》，次年出版其英國版
- 1977年出版日記體紐約市導覽《我眼中的蘋果》(Apple of My Eye)
- 1980年出版的半自傳《彆腳混劇圈》(Underfoot in Show Business)
- 1985年出版傳記《Q的惠澤》(Q's Legacy)
- 1992年出版《紐約來鴻》(Letter From New York)
- 一系列以少年為對象的美國歷史讀物